# Ondulador

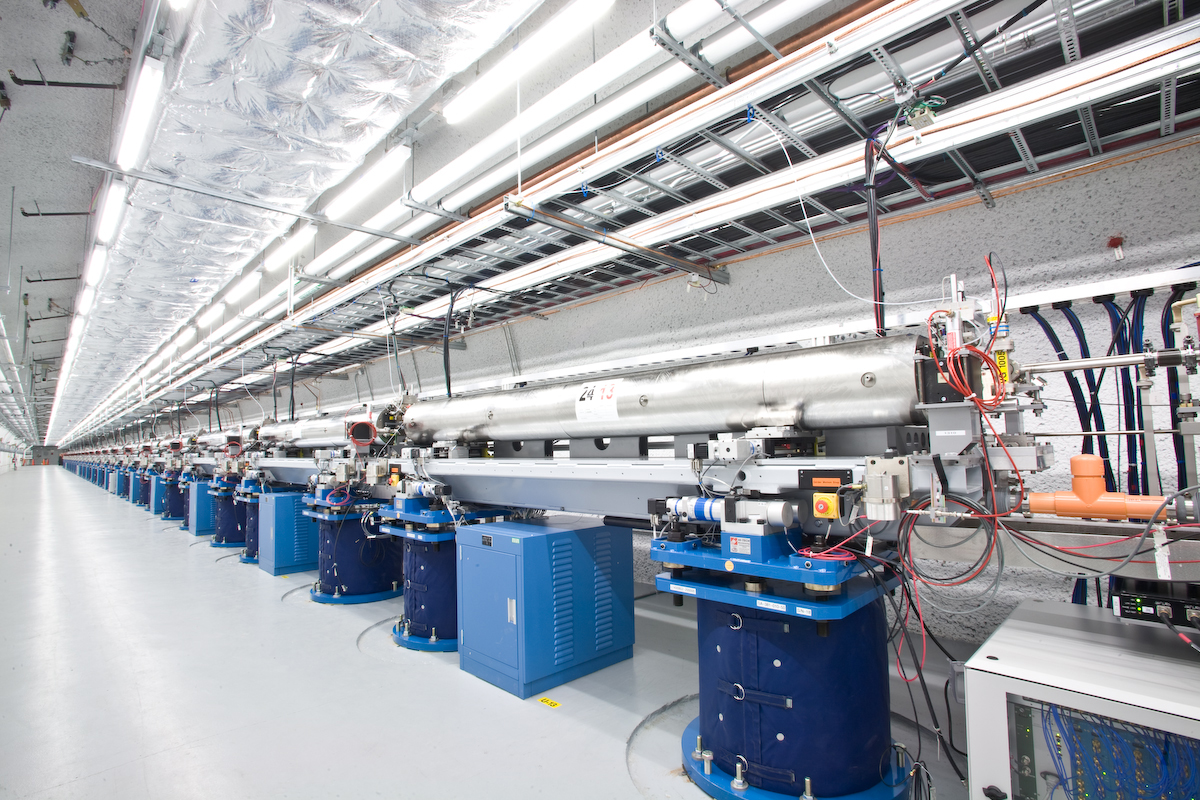
Onduladores del láser de electrones libres del Laboratorio Nacional de Aceleradores SLAC.

Se llama ondulador a un dispositivo magnético utilizado en aceleradores de partículas. Los onduladores están formados por una hilera de imanes con los polos dispuestos alternadamente, creando un campo magnético oscilatorio periódico. Cuando un haz de partículas con carga eléctrica (generalmente electrones) atraviesan el campo magnético generado por el ondulador son desviadas de su trayectoria, emitiendo durante este proceso radiación electromagnética sincrotrón. La radiación emitida por los electrones en diversos puntos de su trayectoria a través de ondulador interfiere constructivamente, dando lugar a picos de radiación muy intensos a ciertas longitudes de onda. Esta radiación es muy útil para el estudio de la estructura de materiales y sus propiedades físico-químicas y para ciertas aplicaciones médicas.

## Historia

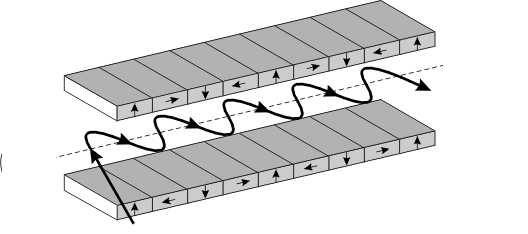
Diagrama del ondulador diseñado por Halbach. Las flechas sobre los bloques de imanes indican la dirección de la magnetización.

La teoría del funcionamiento de los onduladores fue desarrollada por el soviético Vitalii Ginzburg en 1947. En 1953 Hans Motz y sus colaboradores construyeron el primer ondulador y obtuvieron luz hasta el espectro visible con un haz de electrones de 100 MeV generado por el acelerador lineal de partículas de Stanford. En los años siguientes se construyeron onduladores en el Instituto Lebedev en Moscú y el Instituto Politécnico de Tomsk. Gracias a estos primeros onduladores se logró caracterizar completamente las propiedades de la radiación emitida por estos aparatos, como su intensidad, ancho del espectro, polarización y distribución angular.
En 1980 Klaus Halbach construyó un ondulador usando imanes permanentes en lugar de electroimanes o imanes superconductores; su diseño permitió disminuir la distancia entre los dipolos y resulta en un campo magnético sinusoidal de período corto, ideal para la producción de radiación de longitudes de onda cortas. Instalado en el sincrotrón de Stanford este ondulador llegó a producir rayos-X con energías entre 3 y 7 keV.
Onduladores como el diseñado por Halbach emiten luz polarizada en el plano de oscilación de los electrones. Para el estudio de materiales magnéticos es preferible utilizar luz polarizada elípticamente. Esto requiere que los electrones atraviesen un campo magnético helicoidal en vez del campo transversal generado por un ondulador Halbach. La construcción de onduladores apropiados para estudios de magnetismo encontró varios obstáculos prácticos hasta la construcción de sincrotrones de tercera generación a partir de finales del siglo XX, en los que el haz de electrones posee un tamaño y divergencia mucho menores en la dirección horizontal. La menor diferencia de las características del haz en las dos dimensiones fomentó el uso de onduladores de varios diseños que emiten radiación con las propiedades de polarización deseadas.

## Principios y propiedades
Ciertas propiedades de la radiación sincrotrón, tales como la intensidad y
la longitud de onda crítica dependen del radio de curvatura R de
la trayectoria seguida por los electrones al penetrar en un campo magnético;  
la utilización estructuras magnéticas como wigglers u
onduladores en sincrotrones modifica estas propiedades al forzar a
los electrones a oscilar con un radio diferente al que siguen cuando
circulan en el anillo de almacenamiento.
Los wigglers y onduladores se diferencian por la magnitud de la desviación {\displaystyle \delta \ } de la trayectoria del haz de electrones comparada con la distribución angular {\displaystyle \gamma \ } de la radiación emitida, dada por {\displaystyle \gamma \approx mc^{2}/E}, siendo {\displaystyle E\ } la energía del haz de electrones, {\displaystyle m\ } la masa del electrón y {\displaystyle c\ } la velocidad de la luz. En un ondulador, las magnitudues de {\displaystyle \delta \ } y {\displaystyle \gamma \ } son similares, es decir, su producto {\displaystyle K=\delta \gamma \ } se aproxima a la unidad. En un wiggler, el ángulo de desviación es mayor y {\displaystyle K\ } es mucho mayor que la unidad. Como el ángulo {\displaystyle \delta \ }  depende de la magnitud del campo magnético B, en ciertas condiciones es posible utilizar el mismo dispositivo como un wiggler (aumentando B) o un ondulador (disminuyendo B).
Debido a la menor desviación experimentada por los electrones en el ondulador, se produce interferencia entre la radiación emitida por estos en dos puntos separados por el período del campo magnético generado por el ondulador. La longitud de onda fundamental {\displaystyle \lambda \ } para la que se cumple la condición de interferencia viene dada por:
{\displaystyle \lambda =\lambda _{u}/2\gamma ^{2}\ }
Donde {\displaystyle \lambda _{u}\ } es el período del ondulador. Esta condición también se cumple para los armónicos de la longitud de onda fundamental:
{\displaystyle \lambda _{n}=(\lambda _{u}/2n\gamma ^{2})(1+K^{2}/2)\ }

### Onduladores en sincrotrones
La intensidad de la luz emitida por un ondulador se puede caracterizar en términos de la brillantez (la intensidad de la luz emitida por segundo en un ancho de banda de 0.1 % por unidad de ángulo sólido) o flujo (el producto de la brillantez y ángulo sólido total de la radiación). En el caso de un ondulador con 50 períodos, un parámetro {\displaystyle K\ } igual a la unidad en un sincrotrón operando a la energía de 1.5 GeV el ondulador produce un flujo y brillantez 120 y 8200 veces mayores respectivamente a los de la radiación de un dipolo convencional en el mismo sincrotrón.

### Láseres de electrones libres
La intensidad de la luz emitida por el ondulador puede incrementarse si los electrones que lo atraviesan se agrupan en paquetes muy concentrados separados por una longitud de onda de la radiación emitida. Este proceso recibe el nombre de  microbunching y se puede conseguir inyectando un haz de luz láser junto a los electrones o diseñando un ondulador de tal forma que los electrones se puedan agrupar espontáneamente, mediante la interacción con la propia luz sincrotrón emitida durante su oscilación en el campo magnético. Los electrones así agrupados emiten en fase, con lo cual las amplitudes de radiación emitida por cada electrón se suman y su intensidad total es el cuadrado de la que se obtendría en un ondulador convencional. La radiación emitida por un ondulador de estas características se asemeja a la de un láser por su coherencia, por lo cual estos dispositivos reciben el nombre de láseres de electrones libres.

### Aplicaciones
Las altas intensidades alcanzadas con los onduladores facilitan el estudio de materiales, tanto inorgánicos como biológicos, en bajas concentraciones o presentes en muestras de tamaño microscópico así como la investigación de reacciones químicas en tiempo real.